# Kerr Smith
Kerr Van Cleve Smith (ur. 9 marca 1972 w Exton) – amerykański aktor telewizyjny i filmowy.

## Życiorys

### Wczesne lata
Jego imię Kerr przyjęto po dziadku ze strony matki. Urodził się jako syn Barbary Smith (z domu Hess) i Ricka Smitha, doradcy finansowego. Jego rodzina była pochodzenia niemieckiego, a także szkockiego i angielskiego. Dorastał na przedmieściach Filadelfii z siostrą Allison. Jako nastolatek interesował się głównie muzyką. Wiele czasu spędzał na nauce gry na fortepianie i gitarze. Uczęszczał do Peirce Middle School i Henderson High School w West Chester.
W ostatniej klasie szkoły średniej wystąpił jako sir Edward Ramsey w szkolnym przedstawieniu Oscara Hammersteina II Król i ja (The King and I). Aby zdobyć pieniądze na studia, występował w reklamach telewizyjnych. W 1994 roku ukończył studia na wydziale administracji gospodarczej na University of Vermont. Powrócił do Exton, by wspólnie z ojcem, doradcą finansowym, założyć firmę marketingową. Jednak z czasem postanowił przenieść się do Nowego Jorku i rozpocząć karierę aktorską.

### Kariera
Po raz pierwszy trafił do filmu 12 małp (1995) z Bruce’em Willisem, jednak wszystkie sceny z jego udziałem wycięto. W latach 1996–97 występował jako Ryder Hughes w operze mydlanej CBS As the World Turns. W 1998 dołączył do obsady serialu The WB Jezioro marzeń, w którym przez sześć sezonów grał Jacka McPhee, aż do roku 2003.
Był zawodnikiem softballu w komedii romantycznej Liga złamanych serc (The Broken Hearts Club: A Romantic Comedy, 2000) z Timothy Olyphantem. Brał udział w programie MTV Punk'd (2007).

## Filmografia
Filmy
- 1999: Lucid Days In Hell jako Kelly
- 1999: Hit and Runaway jako Joey Worciuekowski
- 2000: Liga złamanych serc (The Broken Hearts Club: A Romantic Comedy) jako Catcher
- 2000: Oszukać przeznaczenie (Final Destination) jako Carter Horton
- 2001: Straceni (The Forsaken) jako Sean
- 2002: Adrenalina (Pressure) jako Steve
- 2003: Totally Gay! (dokumentalny TV) – w roli samego siebie
- 2003: Masa krytyczna (Critical assembly, TV) jako Bobby Damon
- 2004: Silver Lake (TV) jako Dennis Patterson
- 2005: Przypadkowy morderca (Accidental Murder)
- 2004: Szkoła uwodzenia 3 (Cruel Intentions 3) jako Jason Argyle
- 2009: Krwawe walentynki 3D jako Axel Palmer

Seriale
- 1996–1997: As the World Turns jako Ryder Hughes
- 1997: As the World Turns jako Teddy Ellison Hughes
- 1998–2003: Słoneczny patrol (Baywatch) jako Sean
- 1998–2003: Jezioro marzeń (Dawson’s Creek) jako Jack McPhee
- 2000: Po tamtej stronie (The Outer Limits) jako Zach Burnham
- 2000: CSI: Kryminalne zagadki Las Vegas jako chłopak Tiny Collins
- 2002: Shirtless: Hollywood’s Sexiest Men w roli samego siebie
- 2004–2005: Czarodziejki (Charmed) jako Kyle Brody
- 2005: CSI: Kryminalne zagadki Miami jako Matthew Wilton
- 2005: Podkomisarz Brenda Johnson jako Blake Rawlings
- 2005–2006: Pentagon: Sektor E jako Bobby Wilkerson
- 2007: CSI: Kryminalne zagadki Nowego Jorku jako Drew Bedford
- 2010–2011: Druga szansa jako Ryan Thomas
- 2011: Agenci NCIS jako porucznik marynarki wojennej Jonas Cobb
- 2014: Zabójcze umysły jako Frank Cowles
- 2016: Agenci T.A.R.C.Z.Y. jako Joseph Bauer
- 2016–2017: The Fosters jako Robert Quinn
- 2019: Into the Dark jako Shane
- 2019–2020: Riverdale jako pan Holden Honey